# Punte Alberete
Le Punte Alberete sono il complesso di un'area naturale protetta situata a circa 10 km a nord di Ravenna, nella omonima Provincia, vicino alle località turistiche di Casalborsetti, Marina Romea e Porto Corsini.
L'oasi è uno degli ultimi esempi di foresta paludosa della bassa Pianura Padana. La zona umida è un residuo della palude formata dal ristagno delle acque del fiume Lamone, che fino al 1300 non sfociava in mare. 
Nel 1977 l'area fu una delle prime aree riconosciute in Italia come "zona umida di importanza internazionale" tutelata dalla Convenzione di Ramsar (ratificata dall'Italia l'anno precedente).

## Caratteristiche
Punte Alberete è un insieme di zone umide, residuo delle foreste paludose situate alla destra del Po di Primaro. In particolare è l'area nord-orientale dell'antica cassa di colmata del fiume Lamone. Tutto il territorio circostante fu bonificato alla metà del XIX secolo per opera dello Stato Pontificio.
Ricca di acqua dolce, la zona umida di Punte Alberete, separata dalla Valle Mandriole grazie agli alti argini del Lamone, è un bosco igrofilo in gran parte allagato.
L'area venne utilizzata in passato come serbatoio d'acqua per l'approvvigionamento domestico ed industriale della città di Ravenna, grazie all'opera di fitodepurazione naturale delle acque.
L'acqua del fiume Lamone entra nella zona umida tramite il canale Fossatone e poi defluisce attraverso il canale Taglio nella Pialassa della Baiona (altra zona umida protetta dalla Convenzione di Ramsar) e da lì nel mare Adriatico. Durante l'estate l'area è in parte asciutta, a causa della minora portata idrica del fiume Lamone, oltre che per la necessaria manutenzione.

## Fauna
L'oasi è un'importante zona umida di riproduzione dell'avifauna, in particolare degli Aironi (unico sito di nidificazione in Italia del Marangone minore). Le 700-1 000 coppie di Garzetta costituiscono la colonia più grande in Italia della specie.

La presenza di fauna ittica di provenienza del fiume Lamone, adattata ad un ambiente palustre, è stata dimostrata sperimentalmente con un'apposita campagna di campionamento.

## Flora
La foresta è ricca di Pioppo bianco, Quercia, Salice bianco, Olmo, Ontano e Frassino, oltre al sottobosco di Carex elata. I corpi idrici sono circondati da fitti canneti di Cannuccia di palude, Typha latifolia, Schoenoplectus lascustris e Cladium mariscus, con qualche Ninfea bianca.